# Estación de Bercy (Metro de París)
Bercy es una estación de las líneas 6 y 14 del metro de París situada en el Distrito XII de la ciudad. Ofrece una conexión con la estación de tren de Bercy.

## Historia
Fue inaugurada el 1 de marzo de 1909 con la llegada de la línea 6. Mucho más reciente es la apertura de la estación de la línea 14 que data de finales de 1998.
Debe su nombre al barrio de Bercy, que antiguamente pertenecía a la comuna de Bercy que fue anexionada a París en 1860.

## Descripción

### Estación de la línea 6
Se compone de dos andenes laterales de 75 metros de longitud y de dos vías.
Está diseñada en bóveda elíptica totalmente revestida de los clásicos azulejos blancos biselados del metro parisino.
Su iluminación ha sido renovada con el modelo New Neons, originario de la línea 12 pero que luego se ha ido exportando a otras líneas. Emplea delgadas estructuras circulares, en forma de cilindro, que recorren los andenes proyectando la luz tanto hacia arriba como hacia abajo. Finos cables metálicos dispuestos en uve sostienen a cierta distancia de la bóveda todo el conjunto
La señalización por su parte usa la moderna tipografía Parisine donde el nombre de la estación aparece en letras blancas sobre un panel metálico de color azul. Por último, los asientos de la estación son sencillos bancos de madera.

### Estación de la línea 14
Se compone de dos andenes laterales de 120 metros de longitud y de dos vías.
Ofrece el diseño propio de las modernas estaciones de la línea 14 con amplios andenes, suelos de baldosas, gran luminosidad y puertas de andén.

## Accesos
La estación dispone de dos accesos:
1. Palais Omnisports (con ): Plaza del Batallón del Pacífico
2. Rue Corbineau: Bulevar de Bercy, 48